# Pseudotrapelus aqabensis
Espèce
Pseudotrapelus aqabensis est une espèce de sauriens de la famille des Agamidae. 

## Répartition
Cette espèce est endémique du Sud de la Jordanie
Sa présence est incertaine en Arabie saoudite.

## Étymologie
Son nom d'espèce, composé de aqab[a] et du suffixe latin -ensis, « qui vit dans, qui habite », lui a été donné en référence au lieu de sa découverte.

## Publication originale
- (en) D. Melnikov, R. Nazarov, N.B. Ananjeva et A. Disi, « A new species of Pseudotrapelus (Agamidae, Sauria) from Aqaba, southern Jordan », Russian Journal of Herpetology, vol. 19,‎ 2012, p. 143-154